# Циси (Підляське воєводство)
Циси (пол. Cisy) — село в Польщі, у гміні Нарва Гайнівського повіту Підляського воєводства.
У 1975-1998 роках село належало до Білостоцького воєводства.